# Mamady Keïta

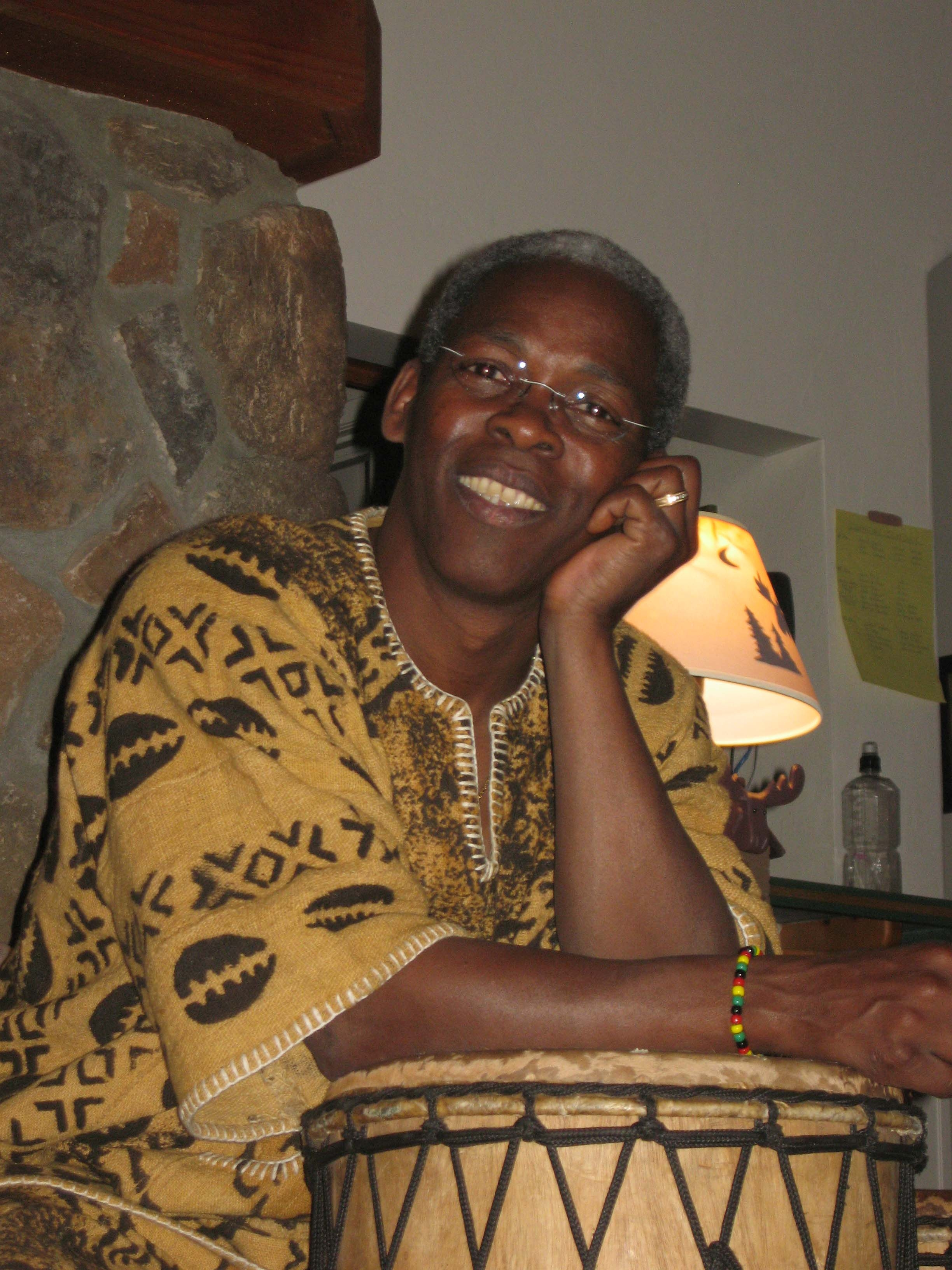
Mamady Keïta, november 2007

Mamady Keïta (soms gespeld als Keita) (Balandugu, augustus 1950 – Brussel, 21 juni 2021) was een meesterpercussionist uit Guinee. Hij wordt gezien als een van de belangrijkste bespelers van de djembé ter wereld. Hij was de stichter van de percussieschool Tam Tam Mandingue.

## Biografie
Keïta was afkomstig uit de Mandinka-stam. Hij werd geboren in het dorpje Balandugu (soms gespeld als Balandougou), in de prefectuur Siguiri, dicht bij de grens met Mali. Vanaf zijn kindertijd werd hij onderwezen in de tradities van het dorp, en de muziek van de Madinka. Toen hij 7 was, kreeg hij les van de djembefola (meester-djembéspeler) Karinkadjan Kondé. Toen hij 12 was, bezocht Balanka Sidiki, van het regionale ballet van Siguiri, het dorp. Hij nam Keïta aan als percussionist bij het ballet.
In deze tijd zette president Sékou Touré cultuurwedstrijden op op plaatselijk, regionaal en nationaal niveau. Op het Nationale Festival van 1964 werd Keïta met 50 andere percussionisten door de Minister van Cultuur geselecteerd voor het nationale ballet Djoliba. Dit was bedoeld als een visitekaartje voor de Guineese revolutie. Na 9 maanden training en selectie, was Keïta een van de 5 overgebleven percussionisten. Hij was solo-percussionist in dit ballet tot 1979. De groep repeteerde op een speciaal gebouwd toneel in de residentie van Sékou Touré. De groep trad op in verschillende landen van Afrika, China, Egypte, Duitsland, Scandinavië, Frankrijk, Zwitserland, Groot-Brittannië en de Sovjet-Unie.
In 1986 verliet Keïta de band. Hij voegde zich bij de groep Koteba van Souleymane Koli in Abidjan. Daar bleef hij anderhalf jaar. In 1991 stichtte hij zijn eigen percussieschool, genaamd Tam Tam Mandingue ("Trommen van de Mandinka"). De school kreeg snel afdelingen in Frankrijk, België, Zwitserland, Japan en de Verenigde Staten. In België heeft de school meer dan 300 leerlingen.
Keïta overleed in een ziekenhuis in Brussel.

## Albums
- 1989: Wassolon
- 1992: Nankama
- 1995: Mögöbalu
- 1996: Hamanah
- 1998: Afö
- 2000: Balandugu Kan
- 2001: Mamady Lèè
- 2002: A Giatè
- 2004: Djembe Master
- 2004: Sila Laka
- 2007: Mandeng Djara

## Films
- 1964: Africa Dance (met Harry Belafonte)
- 1991: Djembefola (geregisseerd door Laurent Chevalier)
- 2003: Djembe Kan (geregisseerd door Monette Marino, uitgegeven door Tam Tam Mandingue USA)
- 2005: Mamady Keïta and Sewa Kan: Live @ Couleur Café